# Zodarion gallicum
Zodarion gallicum és una espècie d'aranya araneomorfa de la família Zodariidae. És de petita grandària, sent la femella, amb uns 3,5 mm, lleugerament major que el mascle, d'uns 2,5 mm. El seu prosoma és d'un color fosc. El seu opistosoma presenta una lleugera pubescència. Les seves potes no tenen espines i estan recobertes de pèls fins. Viu en llocs secs i sorrencs.